# Lydia Alfonsi
Lydia Alfonsi (Parma, 1928. április 28. – 2022. szeptember 21.) olasz színésznő.

## Filmjei
Mozifilmek
- Kutyaélet (Vita da cani) (1950)
- Lebbra bianca (1951)
- Susana y yo (1957)
- Manos sucias (1957)
- Herkules (Le fatiche di Ercole) (1958)
- A törvény (Vita da cani) (1959)
- Herkules szerelmei (Gli amori di Ercole) (1960)
- I delfini (1960)
- Morgan, a kalóz (Morgan il pirata) (1960)
- A trójai háború (La guerra di Troia) (1961)
- Égetnivaló ember (Un uomo da bruciare) (1962)
- Noche de verano (1963)
- A félelem három arca (I tre volti della paura) (1963)
- La violenza e l'amore (1965)
- La notte pazza del conigliaccio (1967)
- Szemtől szemben (Faccia a faccia) (1967)
- L'amore è come il sole (1969)
- Komm, süßer Tod (1969)
- La padrina (1973)
- Nyitott ajtók (Porte aperte) (1990)
- Trittico di Antonello (1992)
- Az élet szép (La vita è bella) (1997)

Tv-filmek
- Il povero fornaretto di Venezia (1959)
- La nemica (1966)
- Zio Vania (1966)
- Processo a Gesù (1968)
- Il lutto si addice ad Elettra (1972)
- Una lepre con la faccia di bambina (1988)

Tv-minisorozatok
- Jane Eyre (1957, egy epizódban)
- La pisana (1960, három epizódban)
- Mastro Don Gesualdo (1964, öt epizódban)
- Luisa Sanfelice (1966, hét epizódban)
- Il segreto di Luca (1969, két epizódban)

Tv-sorozatok
- Giallo club – Invito al poliziesco (1959–1960, két epizódban)
- Michelangelo élete (Vita di Michelangelo) (1964, egy epizódban)
- Le inchieste del commissario Maigret (1966, egy epizódban)
- A hegyi doktor (Der Bergdoktor) (1992, egy epizódban)